# Landtagswahl in Brandenburg 2024
- BSW: 14
- SPD: 32
- CDU: 12
- AfD: 30

- Regierung: 46
- Opposition: 42

Die Landtagswahl in Brandenburg 2024 fand am 22. September 2024 statt. Gewählt wurden die 88 Abgeordneten des achten Landtags Brandenburg. Die Wahlbeteiligung war mit 72,9 % die höchste seit der deutschen Wiedervereinigung.
Die SPD um Ministerpräsident Dietmar Woidke erreichte mit 30,9 % die meisten Zweitstimmen und 19 der 44 Direktmandate. Nur knapp dahinter platzierte sich die AfD mit 29,2 % und 25 Direktmandaten. In Vorwahlumfragen hatte die AfD noch lange in Führung gelegen, bis sich der Zweikampf nach den Landtagswahlen in Sachsen und in Thüringen vom 1. September zuspitzte. Das neue Bündnis Sahra Wagenknecht zog mit 13,5 % erstmals ins Potsdamer Landesparlament ein. Die bisherige Regierungspartei CDU erzielte mit nur noch 12,1 % ihr schlechtestes Landtagswahlergebnis überhaupt. Die Grünen verloren über die Hälfte der Stimmen und verpassten den Wiedereinzug in den Landtag, ebenso wie die Linke, die mehr als zwei Drittel ihres Stimmenanteils verlor und ihr schlechtestes Ergebnis bei einer ostdeutschen Landtagswahl erreichte, sowie die BVB/FW.

## Organisation

Übersicht der 44 Wahlkreise

### Wahltermin
Artikel 62 Absatz 1 der Verfassung des Landes Brandenburg legt fest, dass der Landtag Brandenburg auf fünf Jahre gewählt wird. Die Neuwahl findet frühestens 57 und spätestens 60 Monate nach Beginn der Wahlperiode statt. Gemäß § 4 des Brandenburgischen Landeswahlgesetzes hat der Wahltag ein Sonntag oder ein gesetzlicher Feiertag zu sein. Erstmöglicher Wahltag wäre somit der 30. Juni 2024 gewesen, der letztmögliche der 22. September 2024. Am 3. Mai 2023 wurde der Termin für die Landtagswahl auf den 22. September bestimmt.

### Wahlsystem
Bei der brandenburgischen Landtagswahl werden mindestens 88 Personen gewählt. Wahlberechtigt sind Deutsche, die am Wahltag das 16. Lebensjahr vollendet haben und seit mindestens einem Monat in Brandenburg wohnen. Jeder Wähler hat eine Erst- und Zweitstimme. Die Sitze des Landtages werden proportional anhand des Zweitstimmenergebnisses nach dem Hare/Niemeyer-Verfahren verteilt. In jedem der 44 Wahlkreise wird zunächst über die Erststimme ein Kandidat ausgewählt. Erhält eine Partei mehr Direktmandate, als ihr nach dem Zweitstimmenergebnis zustünden, wird der Landtag um sogenannte Überhang- und Ausgleichsmandate bis auf maximal 110 Abgeordnete erweitert. Bei der Verteilung der Mandate werden nur Parteien berücksichtigt, die mindestens fünf Prozent der gültigen Stimmen erhalten haben oder ein Direktmandat gewonnen haben.
Das Brandenburger Wahlrecht kennt neben der Mandatsdeckelung drei weitere Besonderheiten. Zum einen können sich zwei oder mehr Parteien zu einer Listenvereinigung zusammenschließen. 2024 wurde davon Gebrauch gemacht (vgl. Plus Brandenburg aus Piratenpartei, ÖDP und Volt). Außerdem kennt das Wahlrecht zwei Ausnahmen von der 5-Prozent-Hürde: Die sorbisch/wendischen Minderheitenparteien sind von der 5-%-Klausel ausgenommen. Die zweite Ausnahme ist die Grundmandatsklausel. Erzielt eine Partei ein Direktmandat, verfehlt aber die 5 %, zieht sie trotzdem entsprechend ihrem Zweitstimmenergebnis in den Landtag ein. Bei der Wahl 2014 zog die Partei BVB/FW über diese Klausel mit 3 Abgeordneten in den Landtag ein.

## Ausgangslage
Die SPD wurde bei der vorherigen Landtagswahl 2019 unter Verlusten stärkste Partei, knapp vor der AfD, die stark an Stimmen dazugewann. Die CDU verlor deutlich und wurde nur noch drittstärkste Kraft. Auch die Linke verlor stark und landete noch hinter den Grünen. Die BVB/FW schaffte mit 5,0 Prozent den Einzug in den Landtag, die FDP verpasste ihn.
Die SPD um Ministerpräsident Dietmar Woidke bildete mit CDU und Grünen eine Kenia-Koalition, die über 50 der 88 Sitze im Parlament verfügte. Am 20. November 2019 wurde das Kabinett vereidigt.

## Teilnehmende Parteien
Zur Landtagswahl können Parteien oder politische Vereinigungen mit Landesliste antreten. Einzigartig in Deutschland ist die Möglichkeit, dass gemäß § 22 BbgLWahlG mehrere Parteien als Listenvereinigung antreten können, um eher die 5-%-Hürde zu überwinden, davon haben Piraten, ÖDP und Volt als Plus Brandenburg Gebrauch gemacht. Kreiswahlvorschläge können auch von Einzelbewerbern eingereicht werden.
Landeslisten und Kreiswahlvorschläge für die 44 Landtagswahlkreise in Brandenburg mussten bis zum 5. August 2024 beim Landeswahlleiter bzw. den Kreiswahlleitern eingereicht werden. Parteien, die nicht im Landtag Brandenburg oder mit einem Abgeordneten aus Brandenburg im Bundestag vertreten sind, mussten für die Landesliste 2000 Unterstützungsunterschriften vorlegen, für Kreiswahlvorschläge 100 Unterschriften. Politische Vereinigungen, die an der letzten Bundes- oder Landtagswahl nicht teilgenommen haben, mussten ihre Teilnahme bis zum 17. Juni 2024 anzeigen.
Von den sieben größten Parteien traten fünf in allen 44 Wahlkreisen mit Direktbewerbern an, zwei nur in 43. Die Linke trat im Wahlkreis Elbe-Elster I nicht an. Die AfD verzichtete im Landtagswahlkreis Teltow-Fläming II zugunsten eines parteilosen Einzelbewerbers. 14 Landeslisten mit insgesamt 382 Bewerbern, davon 236 auch Direktkandidaten, und 348 Kreiswahlvorschläge wurden zugelassen (in der Reihenfolge auf den Stimmzetteln):
| Partei | Partei                                                   | Kurzbe- zeichnung  | Ergebnis 2019 | Ergebnis 2019 | Bewerber     | Bewerber      | Platz 1 auf der Landesliste |
| Partei | Partei                                                   | Kurzbe- zeichnung  | %             | Sitze         | Wahl- kreise | Landes- liste | Platz 1 auf der Landesliste |
| ------ | -------------------------------------------------------- | ------------------ | ------------- | ------------- | ------------ | ------------- | --------------------------- |
|        | Sozialdemokratische Partei Deutschlands                  | SPD                | 26,2          | 25            | 44           | 87            | Dietmar Woidke              |
|        | Alternative für Deutschland                              | AfD                | 23,5          | 23            | (a)43        | 35            | Hans-Christoph Berndt       |
|        | Christlich Demokratische Union Deutschlands              | CDU                | 15,6          | 15            | 44           | 45            | Jan Redmann                 |
|        | BÜNDNIS 90/DIE GRÜNEN                                    | GRÜNE/B 90         | 10,8          | 10            | 44           | 30            | Antje Töpfer                |
|        | DIE LINKE                                                | DIE LINKE          | 10,7          | 10            | (b)43        | 35            | Sebastian Walter            |
|        | Brandenburger Vereinigte Bürgerbewegungen / Freie Wähler | BVB / FREIE WÄHLER | 5,0           | 5             | 44           | 39            | Péter Vida                  |
|        | Freie Demokratische Partei                               | FDP                | 4,1           | –             | 44           | 17            | Zyon Braun                  |
|        | PARTEI MENSCH UMWELT TIERSCHUTZ                          | Tierschutzpartei   | 2,6           | –             | 4            | 13            | Christiane Müller-Schmolt   |
|        | Plus Brandenburg (c) (Piratenpartei, ÖDP und Volt)       | Plus               | (c)1,3        | –             | 12           | 17            | Thomas Bennühr              |
|        | Bündnis Sahra Wagenknecht – Vernunft und Gerechtigkeit   | BSW                | –             | –             | –            | 30            | Robert Crumbach             |
|        | DER DRITTE WEG                                           | III. Weg           | –             | –             | 5            | 7             | Matthias Fischer            |
|        | Deutsche Kommunistische Partei                           | DKP                | –             | –             | 4            | 4             | Fabian Große                |
|        | Deutsch Land Wirtschaft                                  | DLW                | –             | –             | 6            | 10            | Benjamin Meise              |
|        | WerteUnion                                               | WU                 | –             | –             | –            | 13            | Anna-Sophia Werz            |
|        | Einzelbewerber (d)                                       |                    | –             | –             | 11           | –             | –                           |

## Spitzenkandidaten
Die nachfolgende Übersicht zeigt die Spitzenkandidaten jener Parteien, die entweder im vorangegangenen Landtag vertreten waren oder denen die Vorwahl-Umfragen einen Einzug in den Landtag vorhersagten:

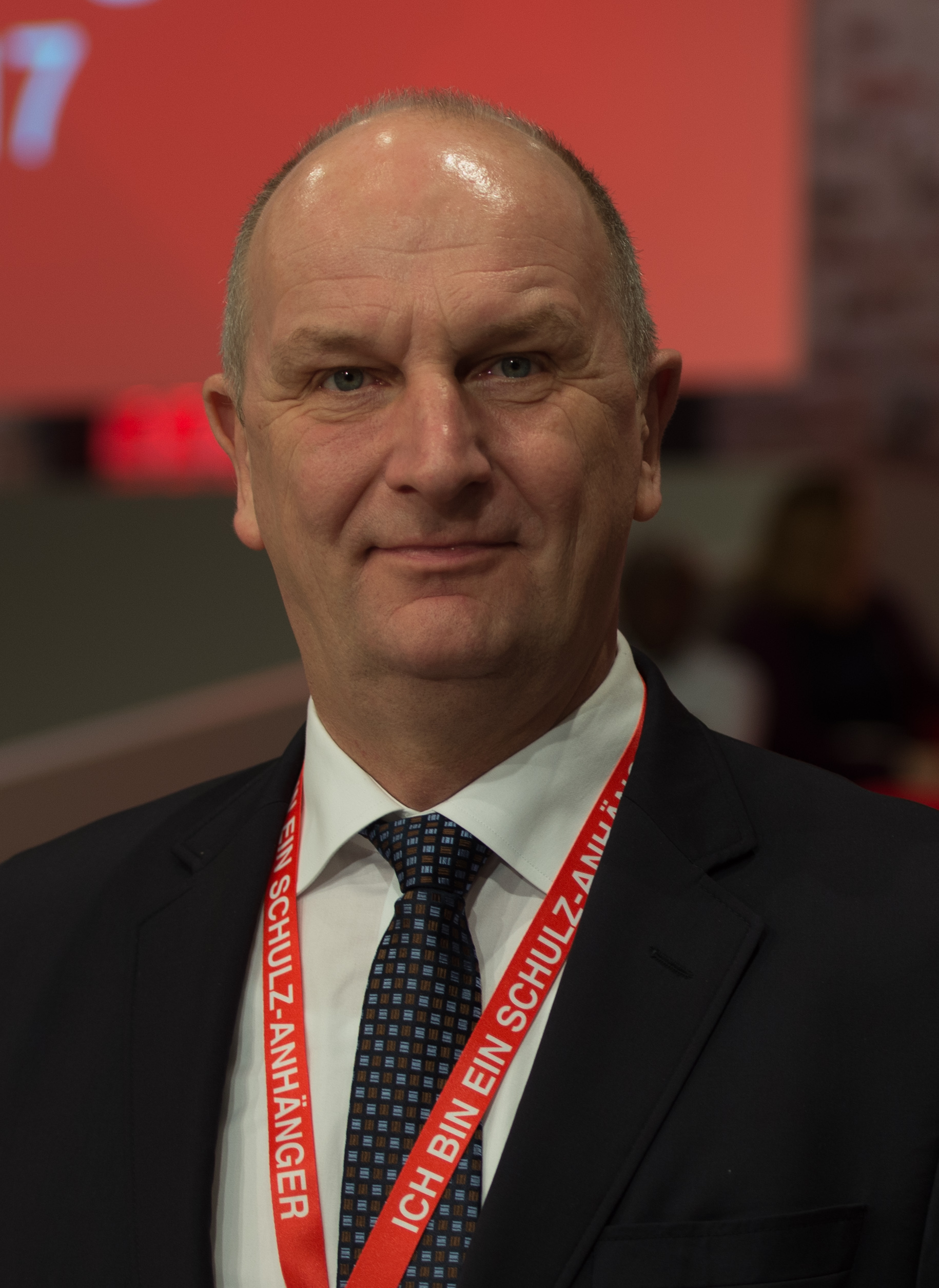
Dietmar Woidke SPD
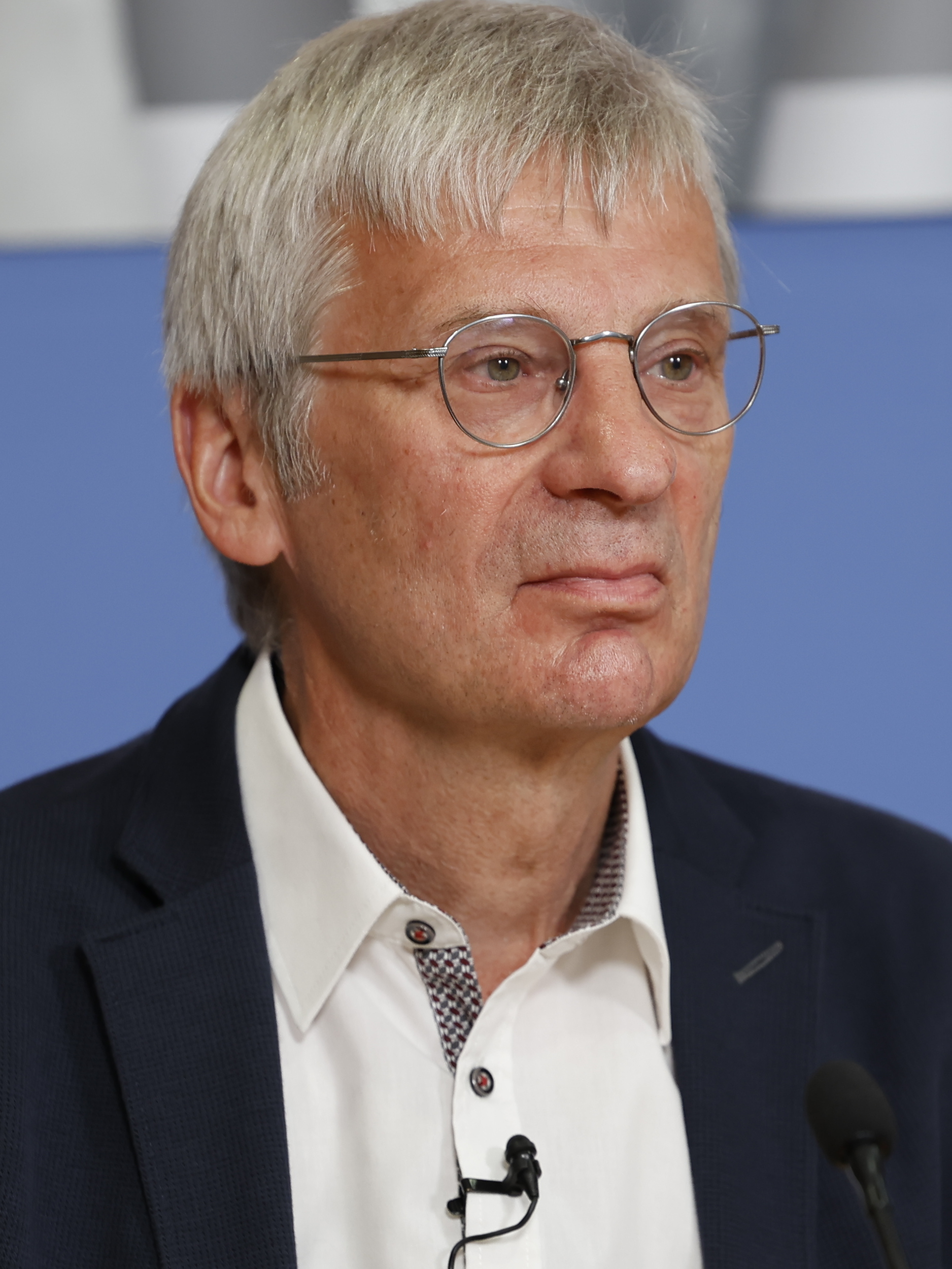
Hans-Christoph Berndt AfD
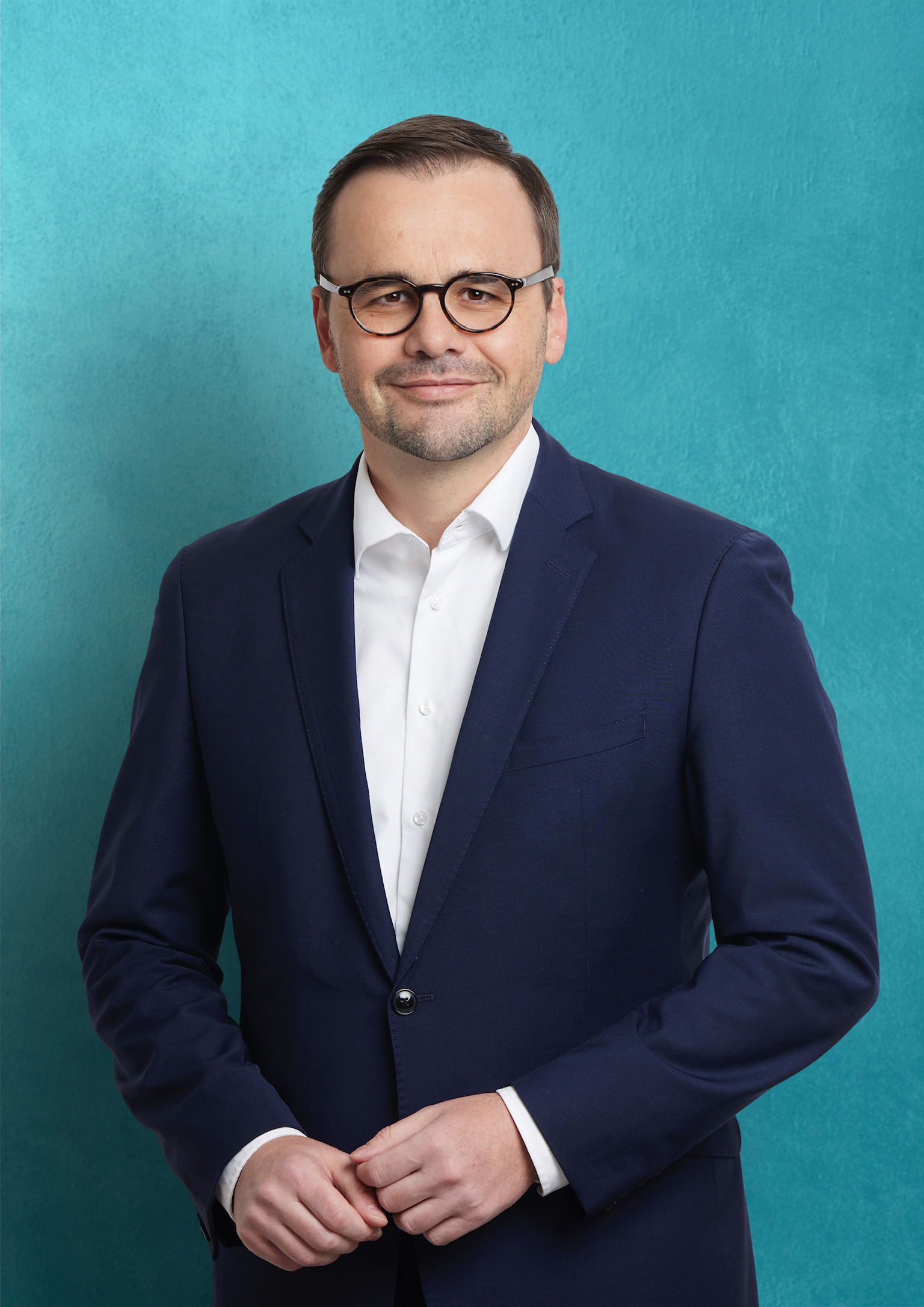
Jan Redmann CDU
Antje Töpfer B’90/Die Grünen
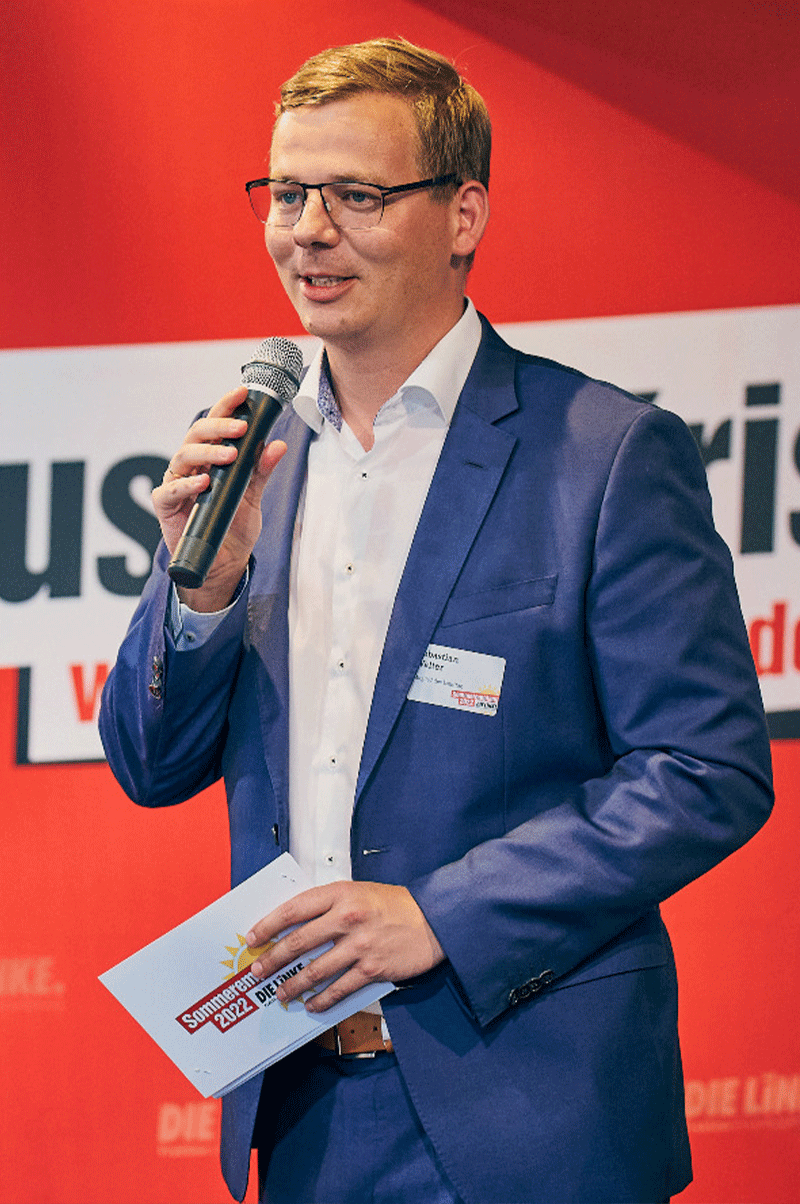
Sebastian Walter Die Linke
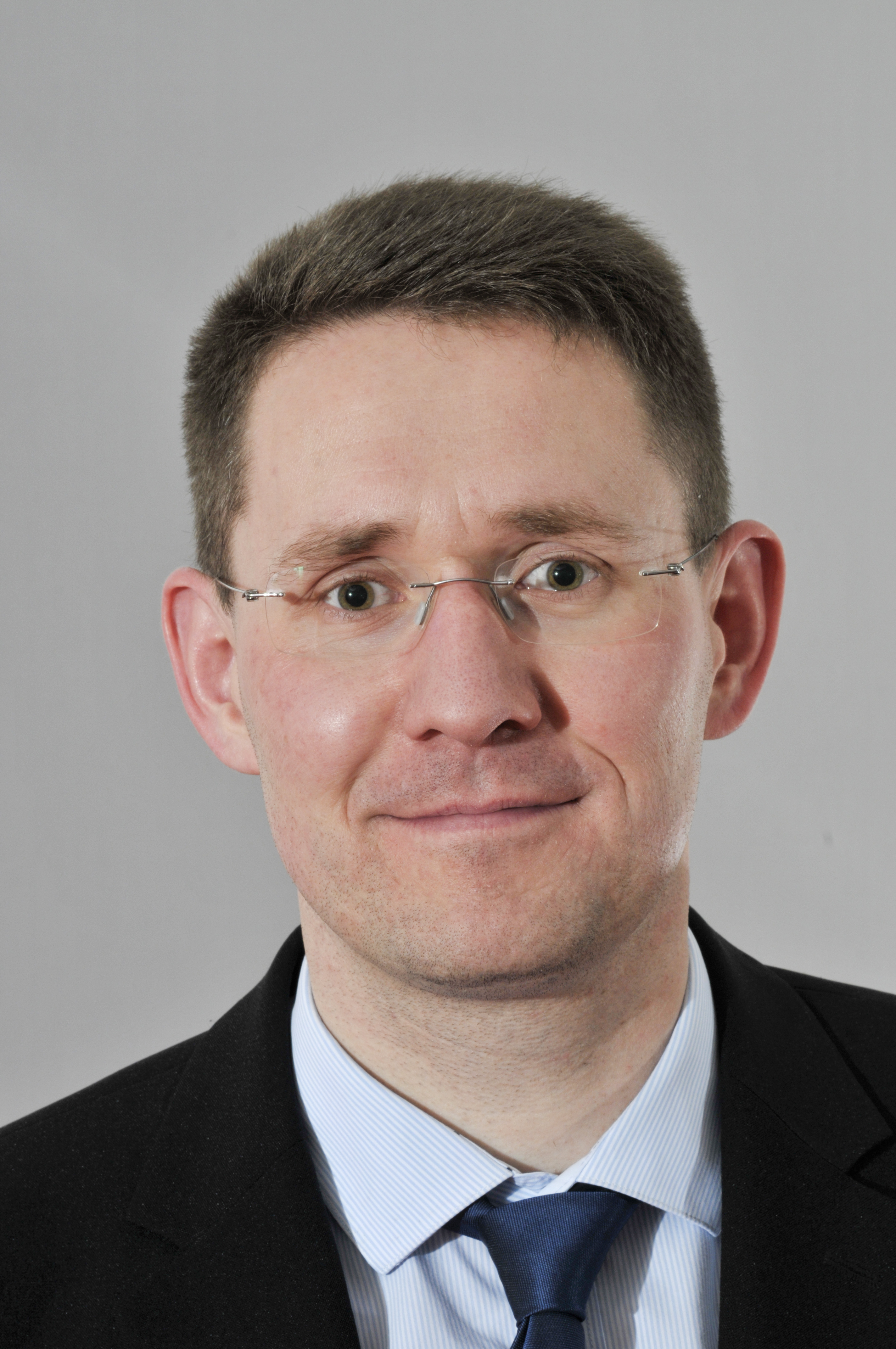
Péter Vida BVB/FW
Robert Crumbach BSW

#### Verlauf

Umfrageverlauf seit der Wahl 2019

## Umfragen

### Sonntagsfrage

#### Letzte Umfragen
| Institut                | Datum      | SPD    | AfD    | CDU    | Grüne  | Linke  | BVB/FW | FDP   | BSW    | Sonst. |
| ----------------------- | ---------- | ------ | ------ | ------ | ------ | ------ | ------ | ----- | ------ | ------ |
| Landtagswahl 2024       | 22.09.2024 | 30,9 % | 29,2 % | 12,1 % | 4,1 %  | 3,0 %  | 2,6 %  | 0,8 % | 13,5 % | 3,8 %  |
| Forschungsgruppe Wahlen | 19.09.2024 | 27 %   | 28 %   | 14 %   | 4,5 %  | 4 %    | 3,5 %  | —     | 13 %   | 6 %    |
| INSA                    | 17.09.2024 | 25 %   | 28 %   | 16 %   | 4 %    | 3 %    | 4 %    | 2 %   | 14 %   | 4 %    |
| Forschungsgruppe Wahlen | 13.09.2024 | 26 %   | 29 %   | 15 %   | 5 %    | 3 %    | 3 %    | —     | 14 %   | 5 %    |
| Infratest dimap         | 12.09.2024 | 26 %   | 27 %   | 16 %   | 4,5 %  | 4 %    | 4,5 %  | —     | 13 %   | 5 %    |
| Infratest dimap         | 05.09.2024 | 23 %   | 27 %   | 18 %   | 5 %    | 4 %    | 3 %    | —     | 15 %   | 5 %    |
| INSA                    | 06.08.2024 | 20 %   | 24 %   | 19 %   | 5 %    | 5 %    | 4 %    | 2 %   | 17 %   | 4 %    |
| INSA                    | 16.07.2024 | 19 %   | 24 %   | 18 %   | 7 %    | 5 %    | 4 %    | 3 %   | 17 %   | 3 %    |
| Infratest dimap         | 11.07.2024 | 19 %   | 23 %   | 19 %   | 7 %    | 4 %    | 3 %    | 3 %   | 16 %   | 6 %    |
| Landtagswahl 2019       | 01.09.2019 | 26,2 % | 23,5 % | 15,6 % | 10,8 % | 10,7 % | 5,0 %  | 4,1 % | —      | 4,1 %  |

#### Ältere Umfragen
| \| Institut \| Datum \| SPD \| AfD \| CDU \| Grüne \| Linke \| BVB/FW \| FDP \| BSW \| Sonst. \| \| ------------------- \| ---------- \| ------ \| ------ \| ------ \| ------ \| ------ \| ------ \| ----- \| ---- \| ---------------------- \| \| INSA[17] \| 24.05.2024 \| 19 % \| 25 % \| 19 % \| 7 % \| 6 % \| 5 % \| 3 % \| 13 % \| 3 % \| \| Infratest dimap[17] \| 10.04.2024 \| 22 % \| 26 % \| 18 % \| 8 % \| 6 % \| 3 % \| — \| 10 % \| 7 % \| \| INSA[17] \| 03.04.2024 \| 19 % \| 25 % \| 19 % \| 8 % \| 7 % \| 4 % \| 3 % \| 12 % \| 3 % \| \| INSA[17] \| 17.01.2024 \| 17 % \| 28 % \| 18 % \| 8 % \| 6 % \| 4 % \| 3 % \| 13 % \| 3 % (inkl. PlusBB 1 %) \| \| Forsa[17] \| 11.01.2024 \| 22 % \| 32 % \| 16 % \| 7 % \| 6 % \| 5 % \| 3 % \| 4 % \| 5 % \| \| INSA[17] \| 29.11.2023 \| 20 % \| 27 % \| 18 % \| 8 % \| 6 % \| 3 % \| 3 % \| 11 % \| 4 % \| \| Infratest dimap[17] \| 13.09.2023 \| 20 % \| 32 % \| 18 % \| 8 % \| 8 % \| 6 % \| 4 % \| — \| 4 % \| \| INSA[17] \| 04.07.2023 \| 21 % \| 28 % \| 18 % \| 9 % \| 10 % \| 5 % \| 3 % \| — \| 6 % \| \| IFM[17] \| 09.06.2023 \| 24 % \| 24 % \| 17 % \| 10 % \| 12 % \| 8 % \| 4 % \| — \| 2 % \| \| Infratest dimap[17] \| 26.04.2023 \| 22 % \| 23 % \| 23 % \| 9 % \| 7 % \| 5 % \| 5 % \| — \| 6 % \| \| INSA[17] \| 05.04.2023 \| 21 % \| 25 % \| 19 % \| 10 % \| 10 % \| 5 % \| 4 % \| — \| 6 % \| \| policy matters[17] \| 28.12.2022 \| 27 % \| 23 % \| 17 % \| 7 % \| 9 % \| 5 % \| 5 % \| — \| 6 % \| \| INSA[17] \| 11.10.2022 \| 22 % \| 25 % \| 17 % \| 11 % \| 10 % \| 5 % \| 4 % \| — \| 6 % \| \| Infratest dimap[17] \| 28.09.2022 \| 24 % \| 24 % \| 18 % \| 11 % \| 9 % \| 4 % \| 4 % \| — \| 6 % \| \| Infratest dimap[17] \| 27.04.2022 \| 30 % \| 19 % \| 18 % \| 10 % \| 7 % \| 4 % \| 6 % \| — \| 6 % (inkl. TSP 3 %) \| \| Forsa[17] \| 20.12.2021 \| 28 % \| 17 % \| 14 % \| 11 % \| 11 % \| 8 % \| 6 % \| — \| 4 % \| \| Infratest dimap[17] \| 01.09.2021 \| 34 % \| 17 % \| 13 % \| 8 % \| 9 % \| 7 % \| 7 % \| — \| 5 % \| \| Infratest dimap[17] \| 18.05.2021 \| 23 % \| 18 % \| 16 % \| 16 % \| 11 % \| 4 % \| 7 % \| — \| 5 % \| \| Forsa[17] \| 20.12.2020 \| 23 % \| 16 % \| 20 % \| 15 % \| 12 % \| 6 % \| 4 % \| — \| 4 % \| \| Infratest dimap[17] \| 19.11.2020 \| 26 % \| 19 % \| 20 % \| 12 % \| 11 % \| 3 % \| 5 % \| — \| 4 % \| \| INSA[17] \| 08.10.2020 \| 21 % \| 20 % \| 17 % \| 16 % \| 13 % \| 5 % \| 4 % \| — \| 4 % \| \| Infratest dimap[17] \| 07.04.2020 \| 27 % \| 20 % \| 19 % \| 12 % \| 11 % \| 3 % \| 4 % \| — \| 4 % \| \| Forsa[17] \| 26.02.2020 \| 22 % \| 18 % \| 14 % \| 15 % \| 15 % \| 7 % \| 3 % \| — \| 6 % \| \| Infratest dimap[17] \| 19.11.2019 \| 25 % \| 22 % \| 14 % \| 12 % \| 12 % \| 5 % \| 5 % \| — \| 5 % \| \| Landtagswahl 2019 \| 01.09.2019 \| 26,2 % \| 23,5 % \| 15,6 % \| 10,8 % \| 10,7 % \| 5,0 % \| 4,1 % \| — \| 4,1 % \| |            |        |        |        |        |        |        |       |      |                        |
| Institut | Datum      | SPD    | AfD    | CDU    | Grüne  | Linke  | BVB/FW | FDP   | BSW  | Sonst.                 |
| INSA | 24.05.2024 | 19 %   | 25 %   | 19 %   | 7 %    | 6 %    | 5 %    | 3 %   | 13 % | 3 %                    |
| Infratest dimap | 10.04.2024 | 22 %   | 26 %   | 18 %   | 8 %    | 6 %    | 3 %    | —     | 10 % | 7 %                    |
| INSA | 03.04.2024 | 19 %   | 25 %   | 19 %   | 8 %    | 7 %    | 4 %    | 3 %   | 12 % | 3 %                    |
| INSA | 17.01.2024 | 17 %   | 28 %   | 18 %   | 8 %    | 6 %    | 4 %    | 3 %   | 13 % | 3 % (inkl. PlusBB 1 %) |
| Forsa | 11.01.2024 | 22 %   | 32 %   | 16 %   | 7 %    | 6 %    | 5 %    | 3 %   | 4 %  | 5 %                    |
| INSA | 29.11.2023 | 20 %   | 27 %   | 18 %   | 8 %    | 6 %    | 3 %    | 3 %   | 11 % | 4 %                    |
| Infratest dimap | 13.09.2023 | 20 %   | 32 %   | 18 %   | 8 %    | 8 %    | 6 %    | 4 %   | —    | 4 %                    |
| INSA | 04.07.2023 | 21 %   | 28 %   | 18 %   | 9 %    | 10 %   | 5 %    | 3 %   | —    | 6 %                    |
| IFM | 09.06.2023 | 24 %   | 24 %   | 17 %   | 10 %   | 12 %   | 8 %    | 4 %   | —    | 2 %                    |
| Infratest dimap | 26.04.2023 | 22 %   | 23 %   | 23 %   | 9 %    | 7 %    | 5 %    | 5 %   | —    | 6 %                    |
| INSA | 05.04.2023 | 21 %   | 25 %   | 19 %   | 10 %   | 10 %   | 5 %    | 4 %   | —    | 6 %                    |
| policy matters | 28.12.2022 | 27 %   | 23 %   | 17 %   | 7 %    | 9 %    | 5 %    | 5 %   | —    | 6 %                    |
| INSA | 11.10.2022 | 22 %   | 25 %   | 17 %   | 11 %   | 10 %   | 5 %    | 4 %   | —    | 6 %                    |
| Infratest dimap | 28.09.2022 | 24 %   | 24 %   | 18 %   | 11 %   | 9 %    | 4 %    | 4 %   | —    | 6 %                    |
| Infratest dimap | 27.04.2022 | 30 %   | 19 %   | 18 %   | 10 %   | 7 %    | 4 %    | 6 %   | —    | 6 % (inkl. TSP 3 %)    |
| Forsa | 20.12.2021 | 28 %   | 17 %   | 14 %   | 11 %   | 11 %   | 8 %    | 6 %   | —    | 4 %                    |
| Infratest dimap | 01.09.2021 | 34 %   | 17 %   | 13 %   | 8 %    | 9 %    | 7 %    | 7 %   | —    | 5 %                    |
| Infratest dimap | 18.05.2021 | 23 %   | 18 %   | 16 %   | 16 %   | 11 %   | 4 %    | 7 %   | —    | 5 %                    |
| Forsa | 20.12.2020 | 23 %   | 16 %   | 20 %   | 15 %   | 12 %   | 6 %    | 4 %   | —    | 4 %                    |
| Infratest dimap | 19.11.2020 | 26 %   | 19 %   | 20 %   | 12 %   | 11 %   | 3 %    | 5 %   | —    | 4 %                    |
| INSA | 08.10.2020 | 21 %   | 20 %   | 17 %   | 16 %   | 13 %   | 5 %    | 4 %   | —    | 4 %                    |
| Infratest dimap | 07.04.2020 | 27 %   | 20 %   | 19 %   | 12 %   | 11 %   | 3 %    | 4 %   | —    | 4 %                    |
| Forsa | 26.02.2020 | 22 %   | 18 %   | 14 %   | 15 %   | 15 %   | 7 %    | 3 %   | —    | 6 %                    |
| Infratest dimap | 19.11.2019 | 25 %   | 22 %   | 14 %   | 12 %   | 12 %   | 5 %    | 5 %   | —    | 5 %                    |
| Landtagswahl 2019 | 01.09.2019 | 26,2 % | 23,5 % | 15,6 % | 10,8 % | 10,7 % | 5,0 %  | 4,1 % | —    | 4,1 %                  |

### Umfrage zur Direktwahl des Ministerpräsidenten
| Institut                | Datum      | Dietmar Woidke (SPD) | Hans-Christoph Berndt (AfD) | Jan Redmann (CDU) | Robert Crumbach (BSW) | keiner/ weiß nicht |
| ----------------------- | ---------- | -------------------- | --------------------------- | ----------------- | --------------------- | ------------------ |
| Forschungsgruppe Wahlen | 19.09.2024 | 59 %                 | 16 %                        | —                 | —                     | 26 %               |
| Forschungsgruppe Wahlen | 13.09.2024 | 55 %                 | 7 %                         | 9 %               | 1 %                   | 26 %               |
| Infratest dimap         | 12.09.2024 | 50 %                 | 9 %                         | 9 %               | —                     | 32 %               |
| Infratest dimap         | 11.04.2024 | 51 %                 | 6 %                         | 7 %               | —                     | 36 %               |

## Ergebnis

Die Stimmenmehrheiten der Erststimmen (l.) und Zweitstimmen (r.) in den Wahlkreisen

Für detaillierte Ergebnisse siehe Liste der Landtagswahlkreise in Brandenburg und Liste der Mitglieder des Landtags Brandenburg (8. Wahlperiode)
Der Endspurt im Landtagswahlkampf stand unter dem Eindruck der drei Wochen zuvor abgehaltenen Landtagswahlen in Sachsen und in Thüringen, bei denen die AfD jeweils über 30 % errang, während die SPD mit einstelligen Ergebnissen in die Nähe der 5-%-Hürde kam. Die in den Prognosen der letzten Monate zweitplatzierte SPD von Ministerpräsident Woidke konnte mit 30,9 % (4,7 Prozentpunkte Zuwachs gegenüber 2019) einen überraschenden Wahlsieg erringen, vor der AfD mit 29,2 %, die 5,7 % hinzugewann und mit 30 von 88 Sitzen eine Sperrminorität hat. Das neue Bündnis Sahra Wagenknecht (BSW) wurde drittstärkste Kraft mit 13,5 %.
Die CDU verlor Stimmanteile und wurde mit 12,1 % kleinste Fraktion, ein Novum in einem bundesdeutschen Parlament, in dem nur vier Parteien vertreten sind. Nur zweimal erhielt die CDU weniger Stimmen bei einer Landtagswahl: 1951 in Bremen und 2020 in Hamburg. Insgesamt 14,3 % der Wählerstimmen sind nicht im Parlament vertreten, denn Grüne, Linke und BVB/FW scheiterten mit ihrem Zweitstimmenanteil an der Fünfprozenthürde und konnten auch keine Direktmandate gewinnen. Die durch die BSW-Abspaltung geschwächte Linke verpasste zum ersten Mal in ihrer Geschichte den Einzug in einen ostdeutschen Landtag. Die FDP verlor nach den Rückschlägen in Sachsen und Thüringen auch in Brandenburg viele Stimmen und erreichte mit nur 0,8 Prozent ihr bisher schlechtestes Wahlergebnis auf Landesebene überhaupt.
Mit 25 Direktmandaten gewann die AfD die meisten Wahlkreise, die übrigen 19 stimmten mehrheitlich für Kandidaten der SPD. Dietmar Woidke verlor sein Direktmandat im Landtagswahlkreis Spree-Neiße I mit sieben Stimmen Rückstand an den AfD-Konkurrenten Steffen Kubitzki. Péter Vida, Spitzenkandidat der BVB/FW, konnte sein Ergebnis in Barnim II zwar halten, verlor das Direktmandat jedoch an den Kandidaten der AfD.
Die Wahlbeteiligung stieg mit 72,9 Prozent auf einen neuen Höchstwert seit der Wiedervereinigung. 32,2 Prozent der Stimmen wurden dabei mittels Briefwahl abgegeben.

### Übersicht
| Listen                               | Listen | Erststimmen | Erststimmen | Erststimmen | Erststimmen | Zweitstimmen | Zweitstimmen | Zweitstimmen | Zweitstimmen | Mandate | Mandate |
| Listen                               | Listen | Stimmen     | %           | +/-         | Mandate     | Stimmen      | %            | +/-          | Mandate      | Anzahl  | +/-     |
| ------------------------------------ | --- | ----------- | ----------- | ----------- | ----------- | ------------ | ------------ | ------------ | ------------ | ------- | ------- |
|                                      | Sozialdemokratische Partei Deutschlands (SPD)                                                              | 501.062     | 33,6        | ▲7,8        | 19          | 463.800      | 30,9         | ▲4,7         | 13           | 32      | ▲7      |
|                                      | Alternative für Deutschland (AfD)                                                                          | 470.517     | 31,5        | ▲9,4        | 25          | 438.904      | 29,2         | ▲5,7         | 5            | 30      | ▲7      |
|                                      | Bündnis Sahra Wagenknecht – Vernunft und Gerechtigkeit (BSW)                                               | –           | –           | –           | –           | 202.421      | 13,5         | Neu          | 14           | 14      | Neu     |
|                                      | Christlich Demokratische Union Deutschlands (CDU)                                                          | 238.369     | 16,0        | ▼1,5        | –           | 181.716      | 12,1         | ▼3,5         | 12           | 12      | ▼3      |
|                                      | BÜNDNIS 90/DIE GRÜNEN (GRÜNE/B 90)                                                                         | 51.379      | 3,4         | ▼6,9        | –           | 62.057       | 4,1          | ▼6,6         | –            | –       | ▼10     |
|                                      | DIE LINKE (DIE LINKE)                                                                                      | 77.151      | 5,2         | ▼7,0        | –           | 44.706       | 3,0          | ▼7,7         | –            | –       | ▼10     |
|                                      | Brandenburger Vereinigte Bürgerbewegungen / Freie Wähler (BVB / FREIE WÄHLER)                              | 104.721     | 7,0         | ▼0,2        | –           | 38.573       | 2,6          | ▼2,5         | –            | –       | ▼5      |
|                                      | PARTEI MENSCH UMWELT TIERSCHUTZ (Tierschutzpartei)                                                         | 3.758       | 0,3         | N/A         | –           | 30.041       | 2,0          | ▼0,6         | –            | –       | ▬       |
|                                      | Plus Brandenburg (Plus)                                                                                    | 8.912       | 0,6         | ▲0,5        | –           | 13.584       | 0,9          | ▼0,4 (e)     | –            | –       | ▬       |
|                                      | Freie Demokratische Partei (FDP)                                                                           | 20.395      | 1,4         | ▼2,3        | –           | 12.475       | 0,8          | ▼3,3         | –            | –       | ▬       |
|                                      | Deutsch Land Wirtschaft (DLW)                                                                              | 4.538       | 0,3         | Neu         | –           | 6.633        | 0,4          | Neu          | –            | –       | Neu     |
|                                      | WerteUnion (WU)                                                                                            | –           | –           | –           | –           | 3.878        | 0,3          | Neu          | –            | –       | Neu     |
|                                      | DER DRITTE WEG (III Weg)                                                                                   | 755         | 0,1         | N/A         | –           | 1.810        | 0,1          | N/A          | –            | –       | N/A     |
|                                      | Deutsche Kommunistische Partei (DKP)                                                                       | 743         | 0,0         | ▬           | –           | 1.021        | 0,1          | N/A          | –            | –       | ▬       |
|                                      | Demokraten Brandenburg (Demokraten BB)                                                                     | 800         | 0,1         | Neu         | –           | –            | –            | –            | –            | –       | Neu     |
|                                      | Basisdemokratische Partei Deutschland (dieBasis)                                                           | 394         | 0,0         | Neu         | –           | –            | –            | –            | –            | –       | Neu     |
|                                      | Partei für Arbeit, Rechtsstaat, Tierschutz, Elitenförderung und basisdemokratische Initiative (Die PARTEI) | 223         | 0,0         | ▼0,5        | –           | –            | –            | –            | –            | –       | ▬       |
|                                      | Einzelbewerber                                                                                             | 8.938       | 0,6         | ▲0,1        | –           | –            | –            | –            | –            | –       | ▬       |
| Gesamt                               | Gesamt | 1.492.655   | 100         |             | 44          | 1.501.619    | 100          |              | 44           | 88      | ▬       |
|                                      | |             |             |             |             |              |              |              |              |         |         |
| Ungültige Stimmen                    | Ungültige Stimmen                                                                                          | 21.320      | 1,4         | ▬           |             | 12.356       | 0,8          | ▼0,4         |              |         |         |
| Wähler                               | Wähler | 1.513.975   | 72,9        | ▲11,5       |             | 1.513.975    | 72,9         | ▲11,5        |              |         |         |
| Wahlberechtigte                      | Wahlberechtigte                                                                                            | 2.076.920   |             |             |             | 2.076.920    |              |              |              |         |         |
|                                      | |             |             |             |             |              |              |              |              |         |         |
| Quelle: Landeswahlleiter Brandenburg | |             |             |             |             |              |              |              |              |         |         |

N/A: die Partei wurde vor 2019 gegründet. – Neu: die Partei wurde nach 2019 gegründet.

### Wahlergebnis in den Ämtern, amtsfreien Gemeinden und kreisfreien Städten
Die folgenden Karten zeigen die (relativen) Mehrheiten der Erststimmen (l.) und Zweitstimmen (r.) in den Ämtern und amtsfreien Gemeinden sowie den Bezirken, bzw. Stadt- und Ortsteilen, der kreisfreien Städte.

Erststimmen
Zweitstimmen

| SPD20–30%30–40%40–50% | AfD20–30%30–40%40–50%50–60% |

### Zweitstimmenanteil der Parteien nach Wahlkreisen
Die folgenden Karten zeigen, mit welchem Ergebnis die Parteien mit mindestens 2,5 Prozent Stimmenanteil in den einzelnen Wahlkreisen abgeschnitten haben.

Sozialdemokratische Partei Deutschlands Höchstes: 37,4 % (Potsdam I) Niedrigstes: 24,5 % (Oberspreewald-Lausitz I)
Alternative für Deutschland Höchstes: 41,7 % (Spree-Neiße II) Niedrigstes: 10,7 % (Potsdam I)
Bündnis Sahra Wagenknecht Höchstes: 16,9 % (Märkisch-Oderland II) Niedrigstes: 8,1 % (Havelland II)
Christlich Demokratische Union Höchstes: 17,6 % (Havelland II) Niedrigstes: 8,8 % (Potsdam II)
Bündnis 90/Die Grünen Höchstes: 17,0 % (Potsdam I) Niedrigstes: 1,0 % (Elbe-Elster II)
Die Linke Höchstes: 7,4 % (Potsdam I) Niedrigstes: 1,5 % (Elbe-Elster II)
Brandenburger Vereinigte Bürgerbewegungen/Freie Wähler Höchstes: 8,8 % (Barnim II) Niedrigstes: 1,2 % (Potsdam I)

## Regierungsbildung
| In Betracht gezogene Koalitionen | Sitze |
| -------------------------------- | ----- |
| Sitze gesamt                     | 88    |
| einfache Mehrheit (ab 45 Sitze)  |       |
| SPD, BSW                         | 46    |
| keine Mehrheit (bis 44 Sitze)    |       |
| SPD, CDU                         | 44    |

Durch das Ausscheiden der Grünen, Linken und BVB/FW aus dem Landtag ergab sich eine Pattsituation mit jeweils 44 Sitzen zwischen den bisherigen Regierungspartnern SPD und CDU gegenüber der AfD und dem BSW. Ein Bündnis aus SPD und BSW (Rot-lila Koalition) würde über eine knappe Mehrheit von 46 Sitzen verfügen. Koalitionen mit Beteiligung der AfD wurden von allen anderen Parteien des Landtages ausgeschlossen. Amtsinhaber Dietmar Woidke kündigte am Wahlabend an, zuerst Gespräche mit der CDU über die zukünftige Regierung führen zu wollen. Diese lehnte jedoch angesichts der Mehrheitsverhältnisse weitere Sondierungsgespräche ab. In der Folge kündigte die SPD Sondierungen mit dem BSW an.
Am 27. November stellten beide Parteien den gemeinsamen Koalitionsvertrag vor.
Am 6. Dezember 2024 stimmten Parteitage der SPD Brandenburg und des BSW Brandenburg dem ausgehandelten Koalitionsvertrag zu. Die Wahl von Woidke zum Ministerpräsidenten und die Ernennung des Kabinetts Woidke IV fand am 11. Dezember 2024 statt.